# Paul Wall
Paul Wall (nome d'arte di Paul Gideon Manry, come scritto sul certificato di nascita, e poi Paul Slayton) (Houston, 11 marzo 1981) è un rapper, beatmaker, disc jockey e gioielliere statunitense.
Di Houston, Texas, è affiliato alla Swishahouse Records. Diplomatosi alla Jersey Village High School dopo aver frequentato per tre anni all'Università di Houston studiando nel campo delle comunicazioni, è stato originariamente parte del gruppo rap The Color Changin' Click.

## Biografia

### L'infanzia
Paul Wall cominciò la sua carriera musicale rappando da bambino a Houston, durante ritrovi e festival per giovani, prima di entrare nel vivo del southern hip hop. Non c'è da sorprendersi che Paul Wall sia diventato un talentuoso musicista e artista, perché nella sua famiglia erano presenti in buon numero cantanti o scrittori di canzoni. I suoi nonni, Leon "Tink" e Paulie Manry erano molto famosi nel genere bluegrass avendo fondato il gruppo musicale The Blue Mountain Boys and Girls, che riscosse molto successo a Houston negli anni 1940. Tre zii di Paul (Mike, David e Bob) diventarono famosi musicisti a Houston. David e Bob infatti suonarono e scrissero canzoni per oltre trent'anni nell'area di Houston e di Austin.
Il padre biologico di Paul, Peter Manry, è considerato da molti un genio della musica a causa del suo orecchio assoluto e della sua capacità di insegnare e coordinare melodie ad altri. Peter suona oltre 12 strumenti ad un livello elevato, e ha una grande abilità ad arrangiare una canzone in modo da valorizzare le qualità dell'artista a cui il brano è destinato. Peter e suo fratello Bob hanno suonato in una band locale, Other Brothers per oltre 11 anni dal 1990. Cantarono canzoni e suonarono il loro stile personale di rock, pop e blues utilizzando armonie e melodie che solo i due fratelli potevano condividere.
Quando Wall era ancora un bambino, la sua vita fu sconvolta da una serie di avvenimenti che culminarono con il divorzio e l'uscita di Peter dalla famiglia e dalla vita di Paul. Paul cercò di trovare forza e possibilità di crescita da questa esperienza grazie all'aiuto di sua madre, di sua sorella e del suo padre adottivo, dal quale prese il cognome Slayton. Paul accenna a suo padre, di tanto in tanto, come presenza negativa nella sua infanzia, ma ha saputo trasformare quell'esperienza in un messaggio positivo per sé che spesso esprime nella sua musica. Peter vive ancora a Houston benché rimanga tutt'oggi a distanza dai suoi figli.

### La Carriera
Paul Wall e Chamillionaire aderirono presto alla Swishahouse, che lasciarono successivamente per la Paid in Full Records. Dopo numerosi mixtape e altre opere indipendenti, tra cui Get Ya Mind Correct, i due si separarono artisticamente. Chamillionaire continuò a pubblicare mixtape indipendenti, mentre Wall ritornò alla Swishahouse. Questa mossa gli permise di apparire nel singolo di debutto di Mike Jones, "Still Tippin'", tratto dall'album Who Is Mike Jones?. Quest'ultimo fu il primo CD screwed & chopped a ricevere attenzioni anche al di fuori dell'area di Houston, grazie ad emittenti radiofoniche e televisive come MTV e Clear Channel. Fu anche incluso nel remix della canzone Swang del rapper texano Trae. In questo remix compaiono anche artisti come UGK, Slim Thug, Jim Jones, Big Pockey, Big Hawk e Mike Jones. Questa canzone è inoltre un tributo a tutti i rapper di Houston che sono morti.
Partecipò inoltre al brano dei Play N Skillz "Fuck Them Bouncers Up" insieme al collega beatmaker di Atlanta Lil Jon.
Paul Wall è anche in un gruppo chiamato Expensive Taste con Rob Aston e Travis Barker dei +44.

## Discografia

### Solista
Album studio da solista
- 2005 - The Peoples Champ
- 2007 - Get Money, Stay True
- 2009 - Fast Life
- 2010 - Heart of a Champion

Album collaborativi
- 2002 - Get Ya Mind Correct (con Chamillionaire)
- 2005 - Controversy Sells (con Chamillionaire)

Album indipendenti
- 2004 - Chick Magnet
- 2013 - #Checkseason
- 2014 - The Po-Up Poet

Album remix
- 2007 - Get Money, Stay True (Chopped and Screwed)

Singoli
- 2005: Sittin' Sidewayz (featuring Big Pokey)
- 2005: They Don't Know (featuring Mike Jones & Bun B)
- 2006: Girl
- 2007: Break 'Em Off (featuring Lil' Keke)
- 2007: I'm Throwed (featuring Jermaine Dupri)
- 2008: Bizzy Body (feat. Webbie & Mouse)
- 2010: I'm on Patron

### Chopped & Screwed
| Titolo Album                      | Artista                                                             | Anno |
| --------------------------------- | ------------------------------------------------------------------- | ---- |
| Down in da Dirty                  | Artisti vari                                                        | 2003 |
| Ghetto Bill, Vol. 1               | Master P                                                            | 2005 |
| Shit I Ever Said                  | C-Murder                                                            | 2005 |
| Urban Legend                      | T.I.                                                                | 2005 |
| The Day After                     | Twista                                                              | 2005 |
| Haunted Cities                    | The Transplants                                                     | 2005 |
| I'm Still Livin'                  | Z-Ro                                                                | 2006 |
| The Truth                         | Belo (of Do or Die)                                                 | 2006 |
| Gangsta Grillz XI: Generation Now | DJ Drama, Slim Thug, Paul Wall, Killer Mike, Stat Quo, & Big Kuntry | 2006 |
| Dedication: Gangsta Grillz        | DJ Drama & Lil Wayne                                                | 2006 |
| Gangsta Grillz: Trap or Die       | DJ Drama & Young Jeezy                                              | 2006 |
| The Legend Series: Gangsta Grillz | DJ Drama, Bun B & Middlefingaz                                      | 2006 |
| GYMC: The Remix Album             | Paul Wall & Chamillionaire                                          | 2006 |

### Collaborazioni
Lista parziale
- 2005: Still Tippin' (Mike Jones featuring Slim Thug & Paul Wall)
- 2005: What You Been Drankin' On? (Jim Jones featuring P. Diddy, Paul Wall, & Jha Jha)
- 2005: I Got Dat Drank (Frayser Boy featuring Mike Jones & Paul Wall)
- 2005: Draped Up [Remix] (Bun B featuring Lil' Keke, Slim Thug, Chamillionaire, Paul Wall, Mike Jones, Aztek, Lil' Flip, & Z-Ro)
- 2005: Grillz (Nelly featuring Paul Wall & Ali & Gipp)
- 2005: Still on It (Ashanti featuring Paul Wall & Method Man)
- 2005: I'm N Luv (Wit A Stripper) [Remix] (T-Pain featuring Twista, Pimp C, Paul Wall, R. Kelly, MJG, & Too $hort)
- 2006: Drive Slow (Kanye West featuring Paul Wall & GLC)
- 2006: Holla at Me (DJ Khaled featuring Lil Wayne, Paul Wall, Fat Joe, Rick Ross, & Pitbull)
- 2006: Way I Be Leanin' (Juvenile featuring Mike Jones, Paul Wall, Skip & Wacko)
- 2006: About Us (Brooke Hogan featuring Paul Wall)
- 2006: Chunk Up Tha Deuce (Lil' Keke featuring Paul Wall & UGK)
- 2007: Hit 'Em Up (DJ Khaled featuring Bun B & Paul Wall)
- 2011: So Gone (What My Mind Says) (Jill Scott featuring Paul Wall)
- 2012: I'm from Texas (Trae tha Truth feat. Paul Wall, Z-Ro, Slim Thug, Bun B & Kirko Bangz)
- 2013: Cuz I'm Famous (Travis Barker feat. Paul Wall, Hopsin & Yelawolf)